# Avid Technology
Avid Technology és una empresa de solucions per a la creació, gestió i distribució de continguts digitals no lineals.
En 1989 va presentar l'edició digital no lineal amb el sistema Avid Media Composer que va revolucionar el procés de postproducció.
Les seves solucions per a cinema, vídeo, àudio, animació, jocs i radiodifusió estan avalades per les seves més de 200 patents i el reconeixement de tota la indústria, amb premis com l'Oscar, així com diversos Grammy i Emmy. És una empresa integrada a AITE.